# Cephalodina acangassu
Cephalodina acangassu là một loài bọ cánh cứng trong họ Cerambycidae.